# Asterinides pompom
Asterinides pompom är en sjöstjärneart som först beskrevs av A.M. Clark 1983.  Asterinides pompom ingår i släktet Asterinides och familjen Asterinidae. Inga underarter finns listade i Catalogue of Life.